# ゾンド3号
ゾンド3号（ゾンド3ごう、Zond 3）は、ソビエト連邦の月探査機。ゾンド計画によるものであり、ミッションとして、月をフライバイし、多くの写真撮影を成功させた最初のゾンド探査機である。

## 設計
探査機の設計はゾンド2号と類似しており、撮像装置に加え、磁気センサ、紫外線(0.25-0.35μm、0.19-0.27μm)及び赤外線(3-4μm)分光計、放射線センサ（シンチレーションカウンタ）、観測用アンテナ、流星塵装置を備えていた。またイオンエンジンの実験機も積んでいた。

## ミッション
マルス3MV-4Aとも呼ばれるゾンド3号は、スプートニク(65-056B)によって月に向かう軌道に打ち上げられた。この宇宙船には焦点距離106mmのカメラとテレビシステムを備えていた。7月20日、打上げから約33時間後に月まで9200kmに最接近し、月フライバイを行った。11570kmから9960kmの位置から、68分ごとに高品質の25枚の月の裏側の写真が撮影された。写真により月面の1900万km2がカバーされた。220万kmのかなたから地球に向けてファクシミリによる写真の伝送が行われ、さらに3150万km先から再度伝送された。月フライバイの後、ゾンド3号は太陽周回軌道に入り、火星軌道に相当する距離からの通信も行った。
この探査機は元々はゾンド2号と同時期に火星探査機として打ち上げられる予定だった。しかし打上げが1964年の火星への打上げウィンドウに間に合わず、次のウィンドウまで火星到達が不可能となったため、代わりに機体のテストに用いられた考えられている。